# Station Convention & Exhibition Center
Convention & Exhibition Center is een station van de metro van Shenzhen in China. Het is het zevende station van de Luobaolijn gerekend vanaf station Luohu en het tweede station van de Longhualijn gerekend vanaf station Futian Checkpoint.
| Verdieping -2 (Luobaolijn)   |                                 |
| ← Richting Airport East      | Volgende station: Shopping Park |
| Perron 1 Perron 2            |                                 |
| → Richting Luohu             | Volgende station: Gangxia       |
|                              |                                 |
| Verdieping -3 (Longhualijn)  |                                 |
| Perron 4                     |                                 |
| ← Richting Futian Checkpoint | Volgende station: Fumin         |
| → Richting Qinghu            | Volgende station: Civic Center  |
| Perron 3                     |                                 |

Futian Checkpoint · Fumin · Convention & Exhibition Center · Civic Center · Children’s Palace · Lianhua North · Shangmeilin · Minle · Baishilong · Shenzhen North · Hongshan · Shangtang · Longsheng · Longhua · Qinghu